# Eduardo Struvay
 Eduardo Struvay  (17 de diciembre de 1990) es un tenista profesional colombiano de ascendencia belga.

## Carrera
Su ranking más alto a nivel individual fue el puesto N.º 158, alcanzado el 13 de junio de 2016, A nivel de dobles alcanzó el puesto N.º 147 el 27 de abril de 2015.
Hasta el momento ha obtenido 3 títulos de la categoría ATP Challenger Series, todos ellos en modalidad de dobles.

## Títulos; 5 (2 + 3)
| Leyenda                     | Individuales | Dobles |
| --------------------------- | ------------ | ------ |
| Grand Slam                  | 0            | 0      |
| ATP World Tour Finals       | 0            | 0      |
| ATP World Tour Masters 1000 | 0            | 0      |
| ATP World Tour 500 Series   | 0            | 0      |
| ATP World Tour 250 Series   | 0            | 0      |
| ATP Challenger Series       | 2            | 3      |

### Individuales
| N.º | Fecha                  | Torneo | Superficie    | Oponente en la final | Resultado   |
| --- | ---------------------- | ------ | ------------- | -------------------- | ----------- |
| 1.  | 8 de noviembre de 2015 | Bogotá | Tierra batida | Paolo Lorenzi        | 6-3 4-6 6-4 |
| 2.  | 13 de marzo de 2016    | Puebla | Cemento       | Pedja Krstin         | 4-6 6-4 6-4 |

### Dobles
| No. | Fecha      | Torneo                    | Superficie    | Pareja             | Rival en la final                | Resultado      |
| --- | ---------- | ------------------------- | ------------- | ------------------ | -------------------------------- | -------------- |
| 1.  | 20.07.2012 | Challenger de Manta       | Dura          | Alejandro González | Víctor Estrella Alejandro Fabbri | 7-5, 3-6, 10-7 |
| 2.  | 31.03.2013 | Challenger de Pereira (1) | Tierra batida | Nicolás Barrientos | Facundo Bagnis Federico Delbonis | 3-6, 6-3, 10-6 |
| 3.  | 28.09.2014 | Challenger de Pereira (2) | Tierra        | Nicolás Barrientos | Guido Pella Horacio Zeballos     | 3-6, 6-3, 11-9 |